# Arnold Krog
Arnold Krog, född 18 mars 1856, död 7 juni 1931, var en dansk arkitekt, målare och keramiker.
Krog ägnade sig efter en kortare verksamhet som arkitekt efter en italiensk resa 1881-82 främst åt konsthantverk, och då i första hand keramik. Åren 1884-1916 var han direktör för Den Kongelige Porcelænsfabrik, vars tillverkning under hans ledning nådde världsrykte, framför allt genom världsutställningarna i Paris 1889 och 1900. Krogs mest betydande keramiska verk, av honom egenhändigt modellerat och målat, är en fontän för fredspalatset i Haag.

## Utmärkelser
- Riddare av Dannebrogorden,  1890[7]
- Professors namn,  1892[7]

[Redigera Wikidata]